# Carlos Laliena Corbera
Carlos Laliena Corbera (Huesca, 1959) es un historiador español especialista en el periodo medieval. Profesor de la Universidad de Zaragoza desde 1982 y catedrático en la misma Universidad desde 2003 y antes en la de Lérida (2002). Es académico correspondiente de la Real Academia de la Historia.

## Biografía
Doctor en Historia Medieval por la Universidad de Zaragoza. Sus inquietudes historiográficas se orientan principalmente hacia las estructuras de poder y las dinámicas sociales de los siglos XI-XIII, las transformaciones económicas, la formación de las redes de mercados y la integración de los espacios mercantiles mediterráneos,  y finalmente la construcción política, institucional y material del Estado en la Baja Edad Media. 

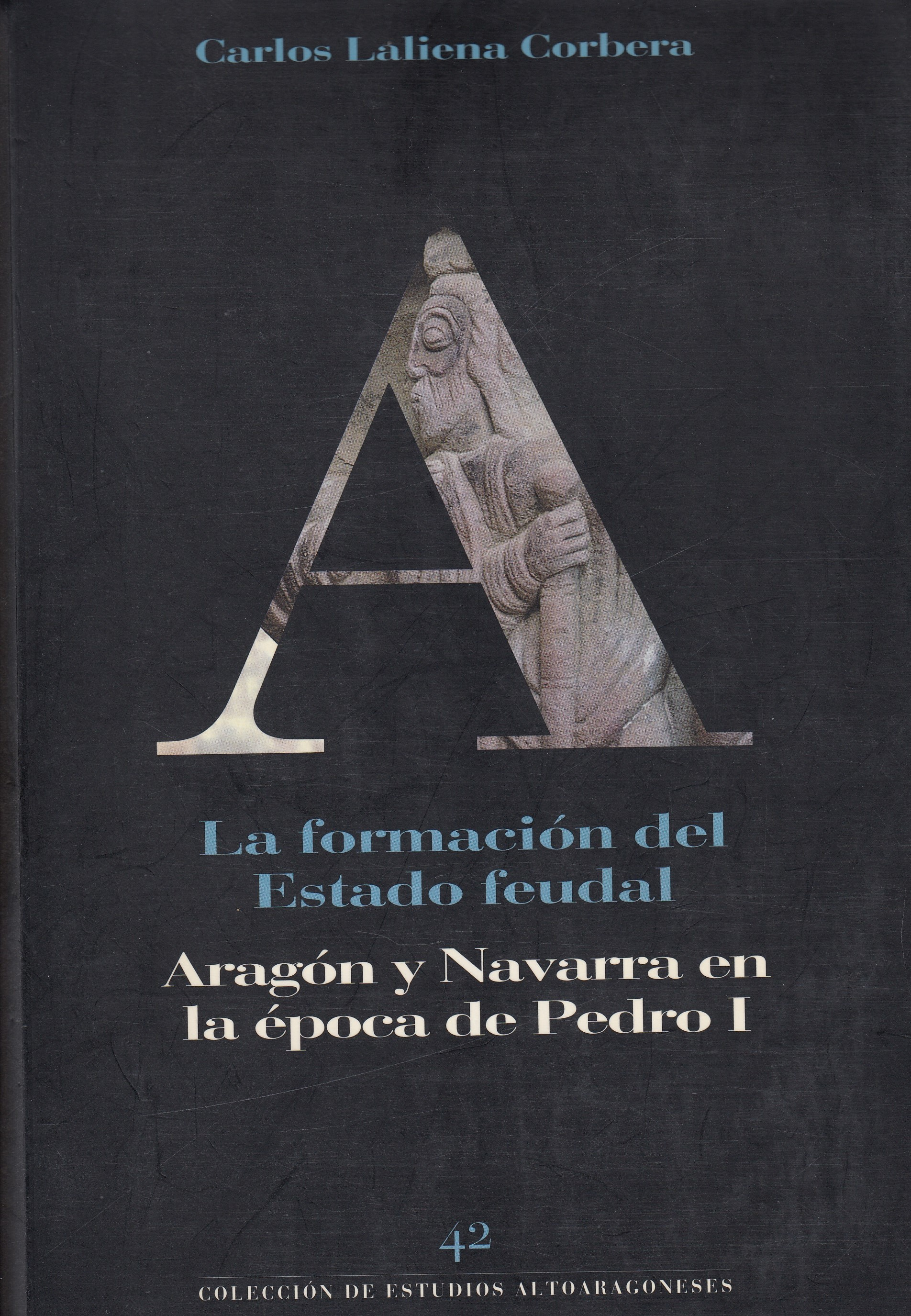
La formación del Estado feudal. Aragón y Navarra en la época de Pedro I (1996)

El marco general de sus investigaciones lo constituye la Corona de Aragón y, en particular, el reino de Aragón.
Forma parte de grupos de investigación internacionales que han desarrollado proyectos sobre antroponimia y sociedad, las servidumbres europeas, la antropología de la renta señorial, la coyuntura de 1300, la circulación de las riquezas y la economía de la pobreza en la Europa medieval.
Dirige con José Ángel Sesma Muñoz las Actas de las Cortes del Reino de Aragón, de las que en 2021 se han publicado 23 volúmenes.
Ha dirigido campañas de excavación arqueológica entre 2007 y 2013 en el Bajo Aragón.
Ha sido profesor invitado en las Universidades de Valladolid, Navarra, Toulouse 2, Poitiers, Sorbona, Collège de France, París IV y Valencia.
Es miembro del Comitato Scientifico del Istituto Internazionale di Storia Economica F. Datini de Prato (2016) y del comité directivo de la Asociación de Historiadores de la Corona de Aragón (HISCOAR).

## Publicaciones
De sus monografías cabe citar:

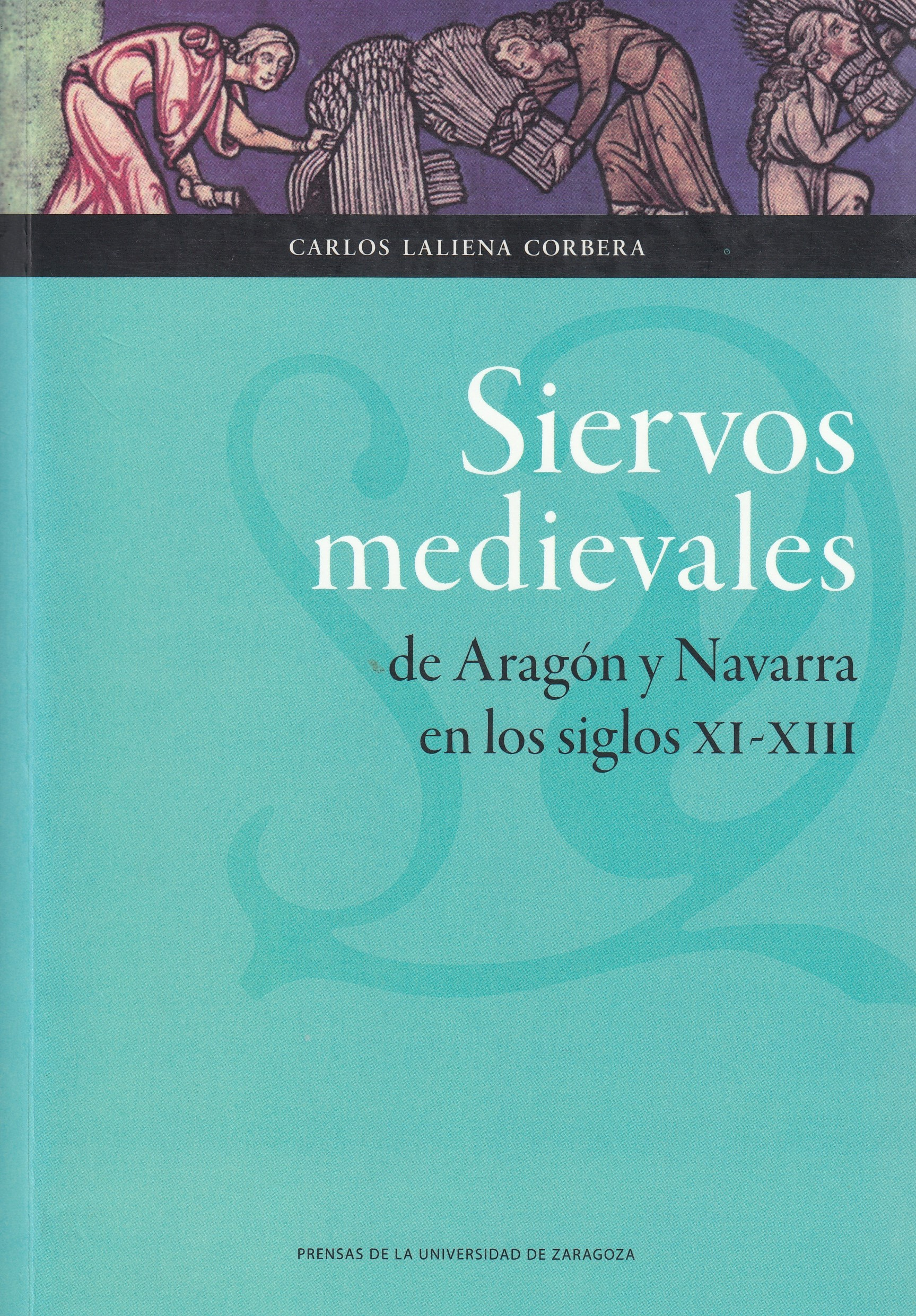
Siervos medievales de Aragón y Navarra en los siglos XI-XIII (2012)

- Sistema social, estructura agraria y organización del poder en el Bajo Aragón en la Edad Media (siglos XII-XV), Teruel, Instituto de Estudios Turolenses, 1987 (2ª edición revisada y ampliada, 2009). ISBN 84-86982-03-0. ISBN. de la 2ª ed.: 978-84-96053-35-9
- Documentos Municipales de Huesca, 1100-1350, Huesca, Ayuntamiento de Huesca, 1988. ISBN 84-505-7351-3
- Musulmans et Chrêtiens dans le Haut Moyen Âge. Aux Origines de la Reconquête Aragonaise, Paris, Minerve, 1991. ISBN 2-86931-056-0 (con Ph. Sénac)
- La formación del Estado feudal. Aragón y Navarra en la época de Pedro I, Huesca, Instituto de Estudios Altoaragoneses, 1996. ISBN 84-8127-052-0

- Pedro I, rey de Aragón y Navarra (1094-1104), Burgos, Editorial La Olmeda (posteriormente, Ediciones Trea, Gijón), 2001. ISBN 84-89915-15-6
- Agua y paisaje social en el Aragón medieval. Los regadíos del río Aguasvivas en la Edad Media, Ministerio del Medio Ambiente, Confederación Hidrográfica del Ebro, Zaragoza, 2001. ISBN 84-699-5804-6 (con J. A. Sesma Muñoz y J. F. Utrilla Utrilla)
- Aragón, puerta de Europa. Los aragoneses y el Camino de Santiago en la Edad Media, Diputación General de Aragón, Zaragoza, 2005. ISBN 84-7753-408-X (con M. T. Iranzo, J. A. Sesma y J. F. Utrilla)
- Arqueología y poblamiento. La cuenca del río Martín en los siglos V-VIII, Zaragoza, Grupo de Investigación de Excelencia CEMA, 2005. ISBN 84-96214-63-X (con J. M. Ortega Ortega)
- El cartulario del monasterio aragonés de San Andrés de Fanlo (siglos X-XIII), Departamento de Historia Medieval y Grupo CEMA, Zaragoza, 2007. ISBN 978-84-96214-89-7 (con E. Knibbs)
- Siervos medievales de Aragón y Navarra en los siglos XI-XIII, Prensas de la Universidad de Zaragoza, Zaragoza, 2012. ISBN 978-84-15538-88-2
- 1064. Barbastro. Guerre sainte et djihâd en Espagne, Éditions Gallimard, 2018. ISBN 978-2-07-276442-4. Traducción al castellano: 1064. Barbastro. Guerra santa y Yihad en la España medieval. Madrid: Alianza. ISBN  978-8491818830 (con Ph. Sénac)

Por otra parte, es autor de más de un centenar de artículos publicados en congresos y revistas españolas e internacionales.